# Джовани Месе
Вижте пояснителната страница за други личности с името Джовани.
Джовани Месе (на италиански: Giovanni Messe, 10 декември 1883 г., Мезане – 18 декември 1968 г., Рим) е италиански военачалник, участвал в операция „Барбароса“, политически деец, маршал на Италия.

## Ранни години и Първа световна война
Роден е на 10 декември 1883 г. в село Мезане, провинция Бриндизи в Апулия. През декември 1901 г. започва военната си кариера, постъпвайки като доброволец в армията. Участва в италианското завоюване на Либия през 1913 г. По време на Първата световна война се сражава в редиците на щурмовата част Arditi, специална единица на пехотата. През 1923 г. Месе става адютант на краля на Италия Виктор Емануил III. От 1927 до 1935 г. командва 9-и полк на берсалиерите, със звание полковник. На 16 септември 1935 г. е назначен за командир на 3-та моторизирана бригада във Верона, която командва по време на Втората италианско-етиопска война. За успешните си действия, на Месе е присвоено званието генерал-майор.

## След Втората световна война
След войната, Месе написва книгите „La guerra al fronte russo. Il Corpo di Spedizione Italiano (C.S.I.R.)“ (1947 г.) за действията на италианския експедиционен корпус на Източния фронт през 1941 – 1942 г. и «Come finì la guerra in Africa. La „Prima Armata“ italiana in Tunisia», където подробно описва събитията през 1943 г. в Северна Африка. Военната му популярност оказва влияние и в гражданския му живот – от 1953 до 1955 г. Месе е избран за представител в италианския Сенат. Също така е президент на Асоциацията на италианските ветерани.